# Stenia grammalis
Stenia grammalis là một loài bướm đêm trong họ Crambidae.